# جورج فيشر (لاعبة كرة الشبكة)
جورج فيشر (بالإنجليزية: Georgina Fisher)‏ هي لاعبة كرة الشبكة بريطانية، ولدت في 30 سبتمبر 1998.